# Aniara
Az Aniara (az eredeti teljes cím svédül: Aniara, en revy om människan i tid och rum: Aniara, a térben és időben élő emberről szóló revü) Harry Martinson svéd szerző 103 énekből álló tudományos-fantasztikus verses eposza. A mű feltehetőleg jelentősen hozzájárult ahhoz, hogy Martinson 1974-ben megkapta az irodalmi Nobel-díjat (Eyvind Johnsonnal megosztva).
Az Aniara 1956-ban jelent meg. A könyvben a szerző természettudományos érdeklődése is tükröződik, de mindenekelőtt az egyedi ember és a teljes emberiség sorsának metaforikus, egzisztenciális leírásaként fogható fel. Martinsson szuggesztív nyelvi leleményekkel írja le a jövőbeli tudományos, technikai és társadalmi viszonyokat és egyben egy sajátos költői töltést is ad a művének.

## Cselekmény
|  | Alább a cselekmény részletei következnek! |

A cselekmény az Aniarán, egy hatalmas űrhajón játszódik, ami útjai során rendszeresen 8000 embert szállít a környezetszennyezés és atomháború miatt lakhatatlanná vált Földről (Doris) a Marsra. Egyik útja során egy ismeretlen aszteroida elől kitérni kényszerülve letér a pályájáról, egy meteorfelhőbe kerül és irányíthatatlanná válik, de egyébként sértetlenül és változatlan sebességgel folytatja az útját kifelé a Naprendszerből. A cselekmény további része arról szól, hogyan kezelik a legénység és az utasok a helyzetet, amikor tudatosul bennük, hogy nincs lehetőség a megmentésükre, és örök időkre (vagy legalábbis a készleteik fogytáig) az Aniara fedélzetén kell élniük. Egy gyakran idézett kép az űrhajót egy üvegben lévő buborékhoz hasonlítja – az űrhajó emberi mértékkel mérve nagy sebességét állítja szembe a végtelen téridő szempontjából vett gyakorlati mozdulatlanságával.
A könyv leírja, hogy keresnek az emberek vigaszt a táncban, vallásban, szexben, filozófiában, illetve eleinte Mimánál, aki egyfajta mindentudó számítógépként gondolatok töredékeit fogja fel a világűrből, és képekként bemutatja őket a fedélzeten lévők szórakoztatására. Chefone, a parancsnok megpróbálja eltitkolni a helyzet komolyságát, majd később egyfajta diktatúrát vezet be, melyet aztán később megdöntenek.
|  | Itt a vége a cselekmény részletezésének! |

## Fontosabb szereplők
- Mimarob, elbeszélő, a Mima kezelője
- Mima, egy gondolkodó gép
- Daisi Doody, táncosnő
- Chefone, parancsnok
- Isagel, pilótanő
- A vak költőnő Rindből

## Elbeszélőtechnika
Az Aniara elbeszélője a mimarob. Legnagyobb részt a fedélzeti életet meséli el, de több vers egyéni emberek emlékeit, szerelmi történeteket mesél el, a földi természetet vagy a kor társadalmát írja le. A szöveg részben rímes, részben különféle hagyományos időmértékes versmértékekben íródott, míg másutt egy távirat tömörségével fogalmaz.
Néhány dorisburgi szlengben írott nonszensz-szakasz is van a műben.
Úgy tűnik, hogy Martinson azt a kérdést akarja föltenni, hogy miért hajlik az ember arra, hogy a hatalmas tudását és intelligenciáját a gonoszságra, vagy legalábbis a természet és önmaga számára káros dolgokra fordítsa. Az alcímmel összhangban az elbeszélés bemutatja, hogy keres az ember értelmet az életben, miközben úton van az elkerülhetetlen halál felé.
Martinson eposza szolgált alapjául Karl-Birger Blomdahl és Erik Lindegren azonos című operájához is.